# Los Teques
Los Teques é uma cidade venezuelana capital do estado de Miranda e do município de Guaicaipuro. Sua população é de 251200 em 2018.

## História

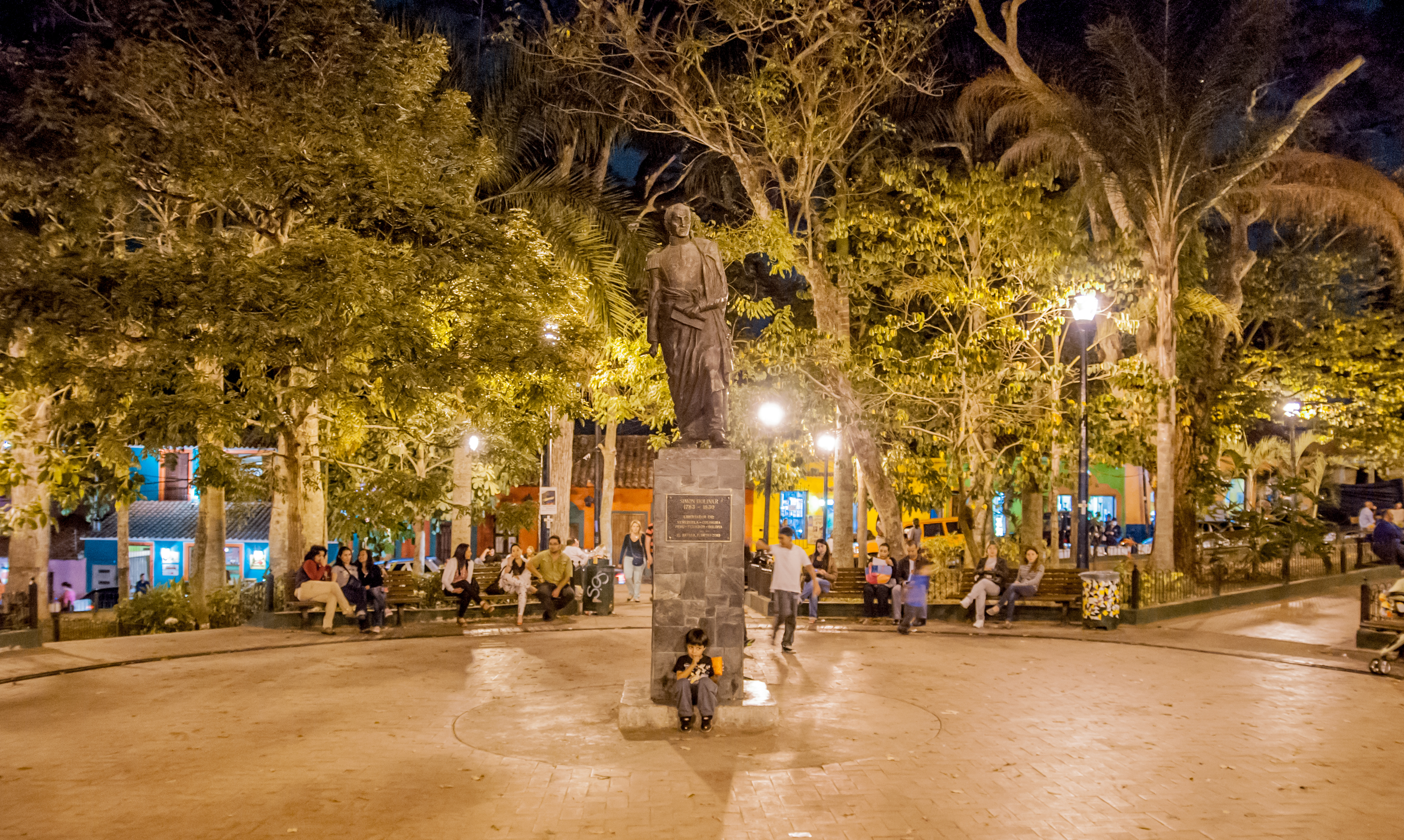
Praça Bolívar em Los Teques

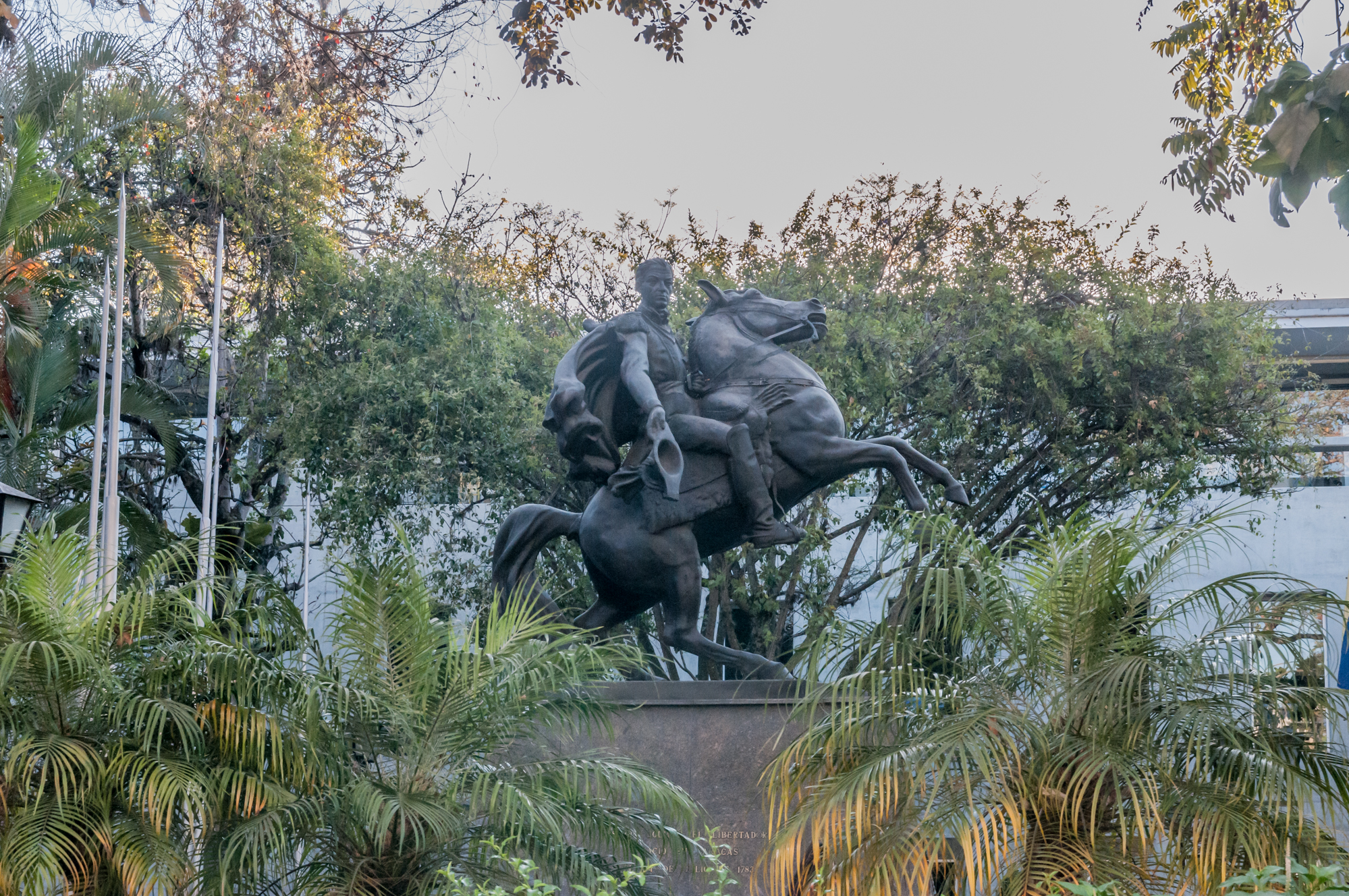
Praça Bolívar em Los Teques

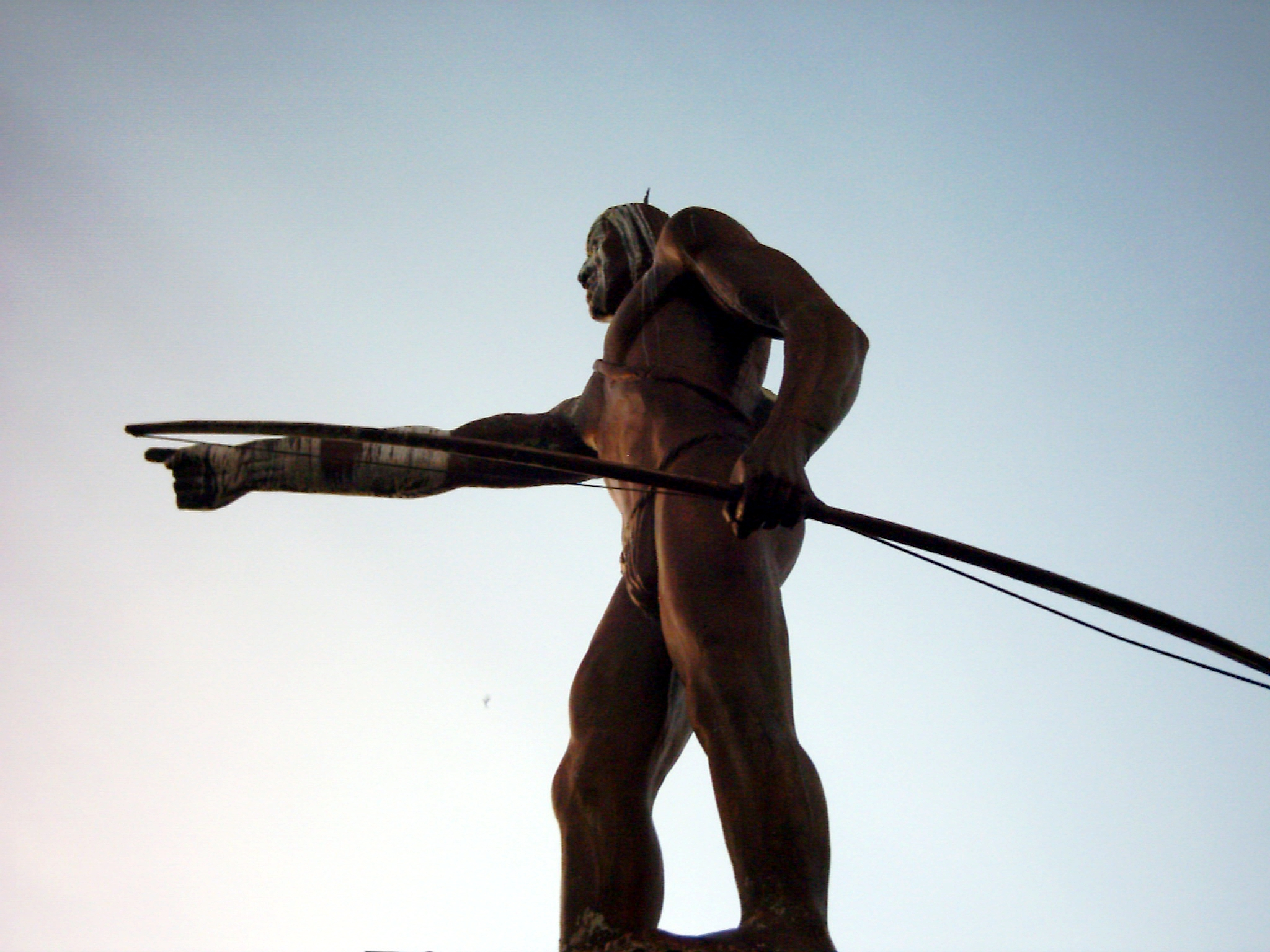
Memorial de Guaicaipuro em Los Teques

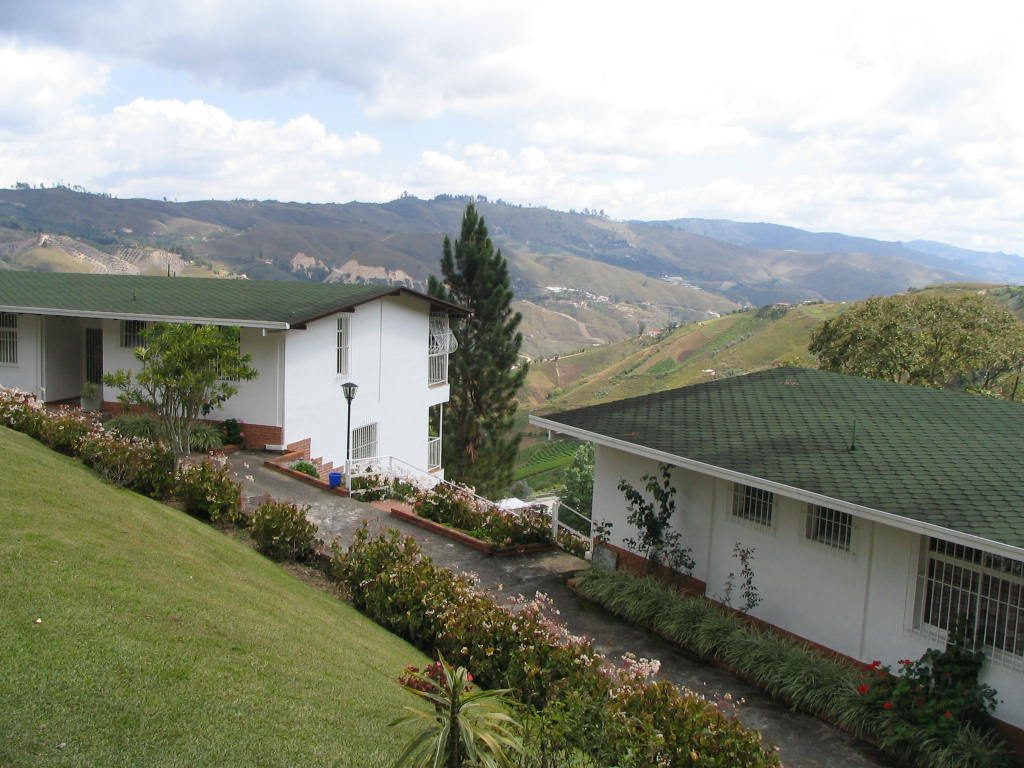
Pozo de Rosas em Los Teques

De 1772 em diante, os habitantes espanhóis de San Pedro de Los Altos começaram a se mudar para uma aldeia que tinha apenas 99 habitantes.  Cinco anos depois, eles fundaram seu novo assentamento como Los Teques em 21 de outubro de 1777. O nome da nova cidade foi derivado dos Aractoeques Carabs, uma tribo indígena que uma vez habitou a área.  Em 13 de fevereiro de 1927, a capital do estado de Miranda foi movida para esta cidade de Petare (antes de estar em Petare, a capital de Miranda estava em Ocumare del Tuy).

## Geografia
A temperatura varia de 18 e 26 graus Celsius (64,4 e 78,8 graus Fahrenheit).

## Transporte
Em 3 de novembro de 2006, o presidente Hugo Chávez inaugurou o Metrô de Los Teques. Este sistema de metrô está conectado ao Metrô de Caracas.